# Rejsen til Jordens indre
Rejsen til Jordens indre (fransk: Voyage au centre de la Terre) er en science fiction-roman fra 1864 skrevet af Jules Verne.

## Handling
Bogen handler om Axel, hans onkel, den tyske professor Lidenbrock, og guiden Hans. Professor Lidenbrock, bosat og med sit virke i Hamburg, har nogle dokumenter skrevet af den islandske videnskabsmand Arne Saknussemm, som beskriver hvordan man begiver sig ind til jordens centrum. Sammen med sin nevø rejser han til Island, hvor de sammen med en guide (Hans) danner en trio der prøver at begive sig til målet, jordens centrum gennem den passive vulkan Snæfellsjökull.
Handlingen udspiller sig i løbet af sommeren 1863.

## Filmatiseringer
Den er blevet filmatiseret flere gange:
- 1959: Journey to the Center of the Earth, USA, instrueret af Henry Levin, med hovedrolleindehaverne Pat Boone og James Mason.
- 1978: Viaje al centro de la Tierra, Spanien, instrueret af Juan Piquer Simón, med hovedrolleindehaverne Kenneth More og Pep Munné. Den blev distribueret i USA som Where Time Began.
- 2008: Journey to the Center of the Earth er en 3-D film af Eric Brevig. Filmen er en slags efterfølger til den originale bog.
- 2008: Journey to the Center of the Earth – En direct-to-DVD udgivelse af The Asylum, som er en løs tilpasning af den originale bog. Den blev udgivet som Journey to Middle Earth i Storbritannien.